# V-2 Schneider
V-2 Schneider is een grotendeels instrumentaal nummer van de Britse muzikant David Bowie, uitgebracht als de achtste track op zijn album "Heroes" uit 1977.

## Achtergrond
Het nummer is een eerbetoon aan Florian Schneider, medeoprichter van de band Kraftwerk, die Bowie destijds als grote inspiratiebron benoemde. Daarnaast refereert de titel aan de V2-raket, die werd gebruikt door het Duitse leger in de Tweede Wereldoorlog.
De enige woorden die in het nummer worden gezongen zijn de titel, die werden vervormd door het gebruik van een phaser. Muzikaal gezien is het nummer ongebruikelijk door het onconventionele gebruik van de saxofoon door Bowie, die zijn deel startte met de verkeerde noot maar desondanks doorging met spelen.
Het nummer ontving een redelijke circulatie als de B-kant van de leadsingle van het album "Heroes", maar werd pas tijdens de Earthling Tour in 1997 voor het eerst live gespeeld. Een live-uitvoering uit deze tournee in Paradiso werd uitgebracht als de B-kant van de livesingle "Pallas Athena", eveneens in 1997, onder het pseudoniem "Tao Jones Index". Ook verscheen deze versie op de bonus-CD bij de heruitgave van het album Earthling.